# Морозовское сельское поселение (Россошанский район)
Морозовское сельское поселение — муниципальное образование в Россошанском районе Воронежской области.
Административный центр — село Морозовка.

## История
В 1952 году на основании Указа Президиума Верховного Совета РСФСР от 17.06.1954 г. произошло объединение Морозовского и Колбинского сельских советов в один Морозовский. В территорию его входили Морозовка, Колбинка и Лебедь-Сергеевка и было 2 колхоза — имени «Калинина» и «Красный партизан». Территория села Богоносово с колхозом «Украинец» в 1954 году отошла колхозу им. Буденного Лизиновского сельсовета.
События августа 1991 года[какие?] положили начало новой реорганизации власти. 12.12.1991 года глава администрации Воронежской области подписал постановление № 50 «О реорганизации органов государственного управления в области». В Россошанском районе сельские исполкомы упразднены были на основании постановления главы администрации г. Россошь и Россошанского района № 147 от 29.12.1991 года власть передана главам администраций. На основании Указа Президента РФ № 1760 от 26.10.1993 года «О реформе местного самоуправления в РФ» постановления главы администрации г. Россошь и Россошанского района № 1461 от 05.11.1993 года Морозовский сельский Совет был ликвидирован. Все полномочия переданы администрации с. Морозовка. В соответствии с избирательным Кодексом Воронежской области 9 декабря 1996 года состоялись выборы в Морозовский сельский Совет народных депутатов. Функции их остались прежними. Правопреемником была Морозовская сельская администрация. Постановлением Воронежской областной думы № 359-П-ОД от 24.04.1998 года пос. Анцеловича, х. Богоносово, х. Нагорное-2 были переданы в состав Морозовского сельсовета. Постановлением Воронежской областной думы № 876-П-ОД от 28.05.1999 года по предложению Морозовского сельского Совета изменён статус и уточнены наименования некоторых населённых пунктов: поселка Анцеловича в село Анцелович, хутор Лебедь-Сергеевка в село Лебедь-Сергеевка, село Колбинское в село Колбинка, хутор Нагорное-2 в хутор Нагорное. За время существования сельсовета два раза была полностью уничтожена вся документация — в 1942 году во время войны и 10.01.1997 года во время пожара.
Местной достопримечательностью является мемориальный комплекс погибшим в ВОВ, Краеведческий музей в Морозовской средней школе.

## Экономика
Основным видом занятий населения является выращивание с/х культур на приусадебных земельных участках и разведение скота и птицы.

## Население
Территорию поселения в основном населяет русскоязычное население в быту говорящее (около 80 %) на местном диалекте с украинским уклоном. Кроме того, проживают в незначительном количестве белорусы, татары, немцы, осетины.

### Известные люди
- Домнич, Иван Нестерович (1885—1920) — участник гражданской войны, уроженец села Морозовка, унтер-офицер, командир полка 40-й Богучарской дивизии, делегат III съезда Советов, член ВЦИК РСФСР, награждён орденом Красного знамени. Погиб под Ростовом в феврале 1920 года.
- Моховой, Сергей Петрович (1915—1943) — уроженец села Колбинка, Герой Советского Союза. При форсировании Днепра был смертельно ранен и умер в городе Нежине Черниговской области.
- Прасолов, Алексей Тимофеевич (1930—1972) — поэт, работал учителем, долгое время журналистом в районных газетах Новой Калитвы и Россоши. Последние годы жил в Воронеже.

## Административное деление
Включает в себя 6 населённых пунктов:
- село Морозовка,
- село Анцелович
- село Колбинка
- село Лебедь-Сергеевка
- хутор Богоносово
- хутор Нагорное